# AutoTram Extra Grand

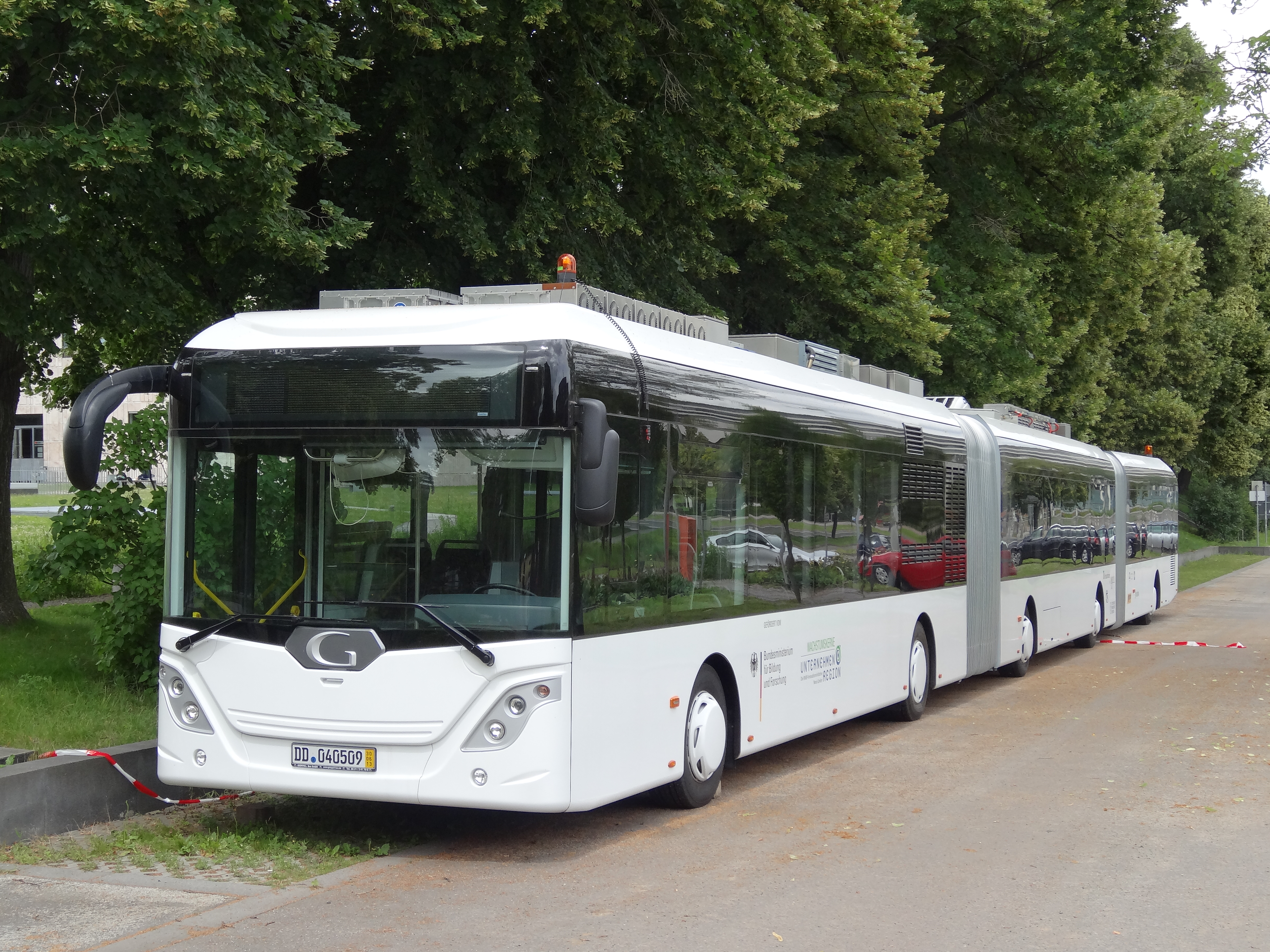
Prototyp autobusu AutoTram Extra Grand

AutoTram Extra Grand byl prototyp dvoukloubového autobusu. Byl dlouhý přibližně 30 metrů a měl maximální kapacitu 256 cestujících, což z něj činilo největší autobus na světě. Nikdy nebyl uveden do pravidelného provozu.

## Historie
Autobus byl představen a testován v Drážďanech v srpnu 2012.
Kromě demonstračního vozu v Drážďanech a vozů objednaných Pekingem a Šanghají, autobus nikde jinde nebyl dodán.